# (263906) Yuanfengfang
(263906) Yuanfengfang est un astéroïde de la ceinture principale.

## Description
(263906) Yuanfengfang est un astéroïde de la ceinture principale. Il fut découvert le 21 mars 2009 à l'Observatoire de Lulin par Zhang-Wei Jin et Chi-Sheng Lin. Il présente une orbite caractérisée par un demi-grand axe de 2,21 UA, une excentricité de 0,18 et une inclinaison de 4,6° par rapport à l'écliptique.

## Compléments